# Pangrapta suaveola
Pangrapta suaveola är en fjärilsart som beskrevs av Otto Staudinger 1888. Pangrapta suaveola ingår i släktet Pangrapta och familjen nattflyn. Inga underarter finns listade i Catalogue of Life.